# زاسكيا بارتوسياك
ساسكيا بارتوسياك  (بالألمانية: Saskia Bartusiak)‏ (9 سبتمبر 1982)، هي لاعبة كرة قدم ألمانية، تلعب في مركز قلب الدفاع لصالح نادي إف إف سي فرانكفورت.

## مشوارها

### النادي
بدأت ساسكيا مشوارها في نادي إتشيرتشم. سنة 1996، تركت النادي وانضمت إلى إف إس في فرانكفورت، وبعدها ب5 سنوات إنضمت إلى إف إف سي فرانكفورت سنة 2005، ولعبت كقلب دفاع، وأصبحت لاعبة مهمة في نجاح الفريق بعدها، حيث فازت معه بالدوري الألماني مرتين، وكأس ألمانيا 3 مرات. كما فازت بدوري أبطال أوروبا للسيدات لموسمي 2005–06 و 2007–08.

### المنتخب
ظهرت ساسكيا لأول مرة مع المنتخب الألماني في مباراة ودية ضد هولندا في أبريل 2007، وفازت مع المنتخب بكأس العالم للسيدات 2007 وظهرت في مباراة واحدة وهي الافتتاحية ضد الأرجنتين. ومنذ ذلك الحين تم اختيار ساسكيا في جميع البطولات التي شارك فيها المنتخب. شاركت أيضا في الألعاب الأولمبية الصيفية 2008 وفازت بالميدالية البرونزية. فازت ألمانيا ببطولة أمم أوروبا للسيدات 2009، وكان هذا أول لقب أوروبي لساسكيا. وتم اختيارها ضمن تشكيلة المنتخب للمشاركة في كأس العالم للسيدات 2011.
أصبحت ساسكيا قائدة المنتخب في 17 سبتمبر 2015.
وأعلنت اعتزالها اللعب دوليا في أغسطس 2016 بعد فوزها بالميدالية الذهبية في أولمبياد ريو 2016.

#### الأهداف الدولية
| #  | التاريخ        | المكان              | الخصم    | الهدف | النتيجة | المناسبة                       |
| -- | -------------- | ------------------- | -------- | ----- | ------- | ------------------------------ |
| 1. | 27 نوفمبر 2013 | أوسييك، كرواتيا     | كرواتيا  | 8–0   | 8–0     | تصفيات كأس العالم للسيدات 2015 |
| 2. | 22 يوليو 2016  | بادربورن، ألمانيا   | غانا     | 5–0   | 11–0    | مباراة ودية                    |
| 3. | 6 أغسطس 2016   | ساو باولو، البرازيل | أستراليا | 2–2   | 2–2     | الألعاب الأولمبية الصيفية 2016 |

## الألقاب

### النادي

#### إف إف سي فرانكفورت
- دوري أبطال أوروبا: 2005–06، 2007–08، 2014–15
- الدوري الألماني: 2006–07، 2007–08*
- كأس ألمانيا: 2006–07، 2007–08، 2010–11، 2013–14

### المنتخب
- كأس العالم: 2007
- بطولة أمم أوروبا: 2009، 2013
- الألعاب الأولمبية الصيفية:  ميدالية برونزية 2008،  ميدالية ذهبية 2016
- بطولة أوروبا تحت 18 سنة: 2000
- كأس الغارفي: 2012

### الفردية
- سيلبيرنس لوربيربلات: 2007، 2016
- اختيارها في التشكيلة المثالية لبطولة أمم أوروبا 2013.
- اختيارها في التشكيلة المثالية لكأس العالم 2013